# Lisa Strömbeck
Lisa Strömbeck, född 1966 i Andrarum, är en svensk konstnär. 
Strömbeck studerade 1993–1994 vid Hochschule für Bildende Künste i  Hamburg och 1994–1999 vid Det Kongelige Danske Kunstakademi i Köpenhamn.
År 1997 gjorde hon tillsammans med en grupp medstuderande en aktionskväll på en bar i Köpenhamn som de kallade "Kvinder på Værtshus". Därav formades gruppen med samma namn som under 2000-talet gjort en rad interventioner i det offentliga rummet, däribland de guidade sightseeing-båtturerna Herstories Tour (2000) och The Other Tour (2009). 2004 gav de ut antologin UDSIGT - feministiske strategier i dansk billedkunst.   
Lisa Strömbeck arbetar med video, fotografi och collage. Ett återkommande tema är människors relation till djur. Hon har granskat sin relation till sin hund i verk som "I Love You - You're Mine" (2000) och "In Memory of All Those Who Work Without Ever Getting a Reward" (2007) och interagerat med herrelösa hundar på olika ställen i världen i verk som "Vacation in Goa"(1997), "New Friends" (2007) och "Hierarchy" (2008). Med enkla medel iscensätter hon maktspel och förtydligar hierarkier. Även fotoserien ”Uniform” (2008-9) undersöker relationen mellan människor och djur. 
Verket Ljus för liten tall gjordes 2020 på uppdrag av Statens konstråd för Specialfastigheters ungdomshem i Hässleholm.
Lisa Strömbeck är återkommande gästlärare vid Kunsthøjskolen i Holbæk och representerad av Martin Asbæk Gallery i Köpenhamn. 
Hon har tilldelats en rad stipendier och utmärkelser, bland dem Fredrika Bremer-stipendiet, Aase och Richard Björklund-stipendiet, Ida Blix-fonden, stipendier med ateljévistelser i Berlin och Stockholm av IASPIS, arbetsstipendier från Konstnärsnämnden samt stipendier från Statens Kunstfond i Danmark. Hon tilldelades 2024 års stipendium ur Ester Almqvists minnesfond vilket uppmärksammades med en mindre prisutställnig på Lunds konsthall.
Hon ställer ut internationellt och har haft separatutställningar i Danmark, Sverige (bland dem Minne av sol, Krognoshuset i Lund, 2013) och Tyskland samt deltagit i grupputställningar världen över, bland annat i Storbritannien, Nederländerna, Frankrike, Spanien, Italien, Tyskland, Schweiz, Österrike, Japan, Kina, Nepal, USA, Kanada och Chile.
Hennes verk finns i offentliga samlingar som Moderna Museet, Malmö konstmuseum, Uppsala konstmuseum, Borås konstmuseum, Ystads Konstmuseum, Statens Kunstfond Danmark, Det Danske Filminstitut samt en mängd privata samlingar.